# تود بارك مور
تود بارك مور (بالإنجليزية: Todd Park Mohr)‏ هو موسيقي أمريكي، ولد في 19 أكتوبر 1965 في دنفر في الولايات المتحدة.

## وصلات خارجية
- تود بارك مور على موقع IMDb (الإنجليزية)

- الموقع الرسمي